# Gheorghe Zamfir
Gheorghe Zamfir, conosciuto anche soltanto come Zamfir (Găești, 6 aprile 1941), è un flautista e compositore rumeno, virtuoso specialista del flauto di Pan.

## Biografia
Gheorghe Zamfir incominciò a suonare, completamente da autodidatta, il flauto traverso tradizionale. Continuò la sua formazione all'Accademia di musica di Bucarest, dove fu alunno di Fanica Luca e in seguito, nel 1968, al conservatorio di Bucarest, senza conseguire alcun diploma di studio.
Divenne famoso presso il grande pubblico internazionale negli anni sessanta quando fu scoperto dall'etnomusicologo svizzero Marcel Cellier che, durante quel periodo, si interessò profondamente della musica folk rumena, e grazie a una preziosa interazione amichevole con il giovane strumentista che in quel periodo era sempre più interessato da una profonda conoscenza per gli strumenti di natura etnica della famiglia dei flauti, Zamfir decise di dedicarsi definitivamente alla riscoperta e all'utilizzo solistico di strumenti flautistici meno conosciuti ma più antichi come i flauti di Pan, nelle loro diverse taglie. Da quel momento la sua notorietà crebbe sempre di più.
Nei suoi cinquant'anni di carriera, durante i quali ha contribuito in modo determinante a far conoscere il flauto di Pan al grande pubblico, Zamfir ha vinto 120 tra dischi d'oro e di platino e venduto 120 milioni di dischi in tutto il mondo.

### Colonne sonore
Oltre ad aver eseguito la colonna sonora del film Picnic ad Hanging Rock di Peter Weir, sue esecuzioni sono state utilizzate anche all'interno di svariate altre pellicole, quali ad esempio C'era una volta in America, in cui esegue il brano Cockeye's Song di Ennio Morricone, The Karate Kid, Kill Bill: Volume 1, nel quale appare il brano The Lonely Shepherd, Pioggia di ricordi, nel quale appaiono Frunzulita Lemn Adus, e Cǎntec De Nunta.

## Discografia parziale

### Album in studio
- 1966 - Gheorghe Zamfir
- 1969 - La Doina Roumaine (con Marcel Cellier)
- 1970 - Rencontre avec la Roumanie
- 1970 - Les Flûtes Roumaines Vol. 1
- 1970 - Les Flûtes Roumaines Vol. 2
- 1971 - L'extraordinaire flûte de Pan de Gheorghe Zamfir Vol. I
- 1971 - L'extraordinaire flûte de Pan de Gheorghe Zamfir/The Wonderful Pan-Pipe of Gheorghe Zamfir
- 1973 - Le génie de la flûte de Pan
- 1974 - L'alouette
- 1974 - Le monde secret de Gheorghe Zamfir (documents inédits)
- 1978 - Flute de Pan et orgue
- 1986 - Harmony
- 2001 - Music From the Movies
- 2002 - Colinde

### Album dal vivo
- 1971 - Gheorghe Zamfir a Paris

### Colonne sonore
- 1974 - Le retour du Grand Blond (con Vladimir Cosma)
- 1976 - A Theme From Picnic at Hanging Rock

### Raccolte
- 2003 - Gold Greatest Hits
- 1978 - The Lonely Shepherd
- 1995 - The beautiful sound of the Pan pipes
- 1999 - Intemporel

### Collaborazioni
- 1984 - Ennio Morricone C'era una volta in America (Colonna sonora originale del film)